# トンガ語 (ザンビア)
トンガ語（Chi Tonga）はザンビアとジンバブエの言語であり、バントゥー語群に属する。 話者の大半はトンガ族の人々であり、ザンビアの南部および西部、ジンバブエ北部に居住し、わずかながらモザンビークにも居住する。ザンビアの主要なリングワ・フランカのひとつであり、ほかにベンバ語、ロジ語、ニャンジャ語がある。大洋州のトンガで話されるトンガ語との関係性は全くなく、名称は偶然の一致である。周辺国のマラウイにも同名の言語があるが別の言語である。モザンビークにおいては別の言語がトンガ語と呼ばれ、ザンビアでトンガ語と呼ばれる言語はザンベジ語と呼ばれている。

## 言語分布
トンガ語話者は、ザンビア南部州からジンバブエの北部にかけてまとまって居住している。トンガ族のほか、ビクトリアの滝の周辺に住む、トカ族、レヤ族もトンガ語を話す。比較的近い言語イラ語、レンジェ語の話者とを合わせてBantu Botatwe (三民族）と呼ばれている。またザンビア国内ジンバブエのバイリンガルによって話される。

## 表記
基本的にはラテン文字を使用するがＱとＸは使用しない。それに加えてŋが使用されるがコンピュータ表記の関係上n'gと表記することができる。

## 文法

### 名詞
名詞にはいくつかの文法性が存在する。
| 名詞     | 意味       |          | 文法性 | 性の役割                     |
| -------- | ---------- | -------- | ------ | ---------------------------- |
| ciyuni   | 鳥         | 物 体    | ci     | 単数形を表す                 |
| zyisani  | 服         | 物 体    | zyi    | 複数形を表す                 |
| kayuni   | 小鳥       | 物 体    | ka     | 小さなものを表す             |
| muyuni   | 大きな鳥   | 物 体    | mu     | 大きな物を表す               |
| muntu    | 人         | 人       | mu     | 人を表す単数形               |
| bantu    | 人々       | 人       | ba     | 人を表す複数形、又は敬意形   |
| bamatata | お父さん達 | 人       | bama   | 複数敬意形                   |
| dede     | トマト     | 外 来 語 | ー     | 外来語の名詞、親族           |
| madede   | トマト     | 外 来 語 | ma     | 外来語の複数形               |
| buntu    | 人の存在   |          | bu     | 人の存在、生存を現す         |
| linso    | 目         |          | li     | 人の体の一部を表すものが多い |
| mezyo    | 両目       |          | me     | 複数形                       |
| luyando  | 愛         |          | lu     | 名詞化した動詞の文法性       |

名詞クラスのシステムは文法性の一種とされるが、ヨーロッパの言語に見られる文法性とは異なる点がある。ヨーロッパの言語の文法性がほぼ恣意的であるのに対し、トンガ語における名詞のクラス分類は多分に意味的な関連性に基づいているのだ。また、形容詞的な役割を多分に含んでおり語頭に着く性によって意味が変わってくる。
| 名詞    | 文法性 | 意味       |
| ------- | ------ | ---------- |
| ciwena  | ci     | ワニ       |
| kawena  | ka     | 子ワニ     |
| muwena  | mu     | 大きなワニ |
| zyiwena | zyi    | 複数のワニ |
| bawena  | ba     | ワニさん   |

### 動詞
トンガ語は他のバントゥ語と同じように、主語、目的語、時制によって活用が起きる。ここではマザブカ方言の場合を記す。

#### 主語に対応した活用
活用は主語は基本的に主語にあたる単語の文法性を当てはめる。
| 主語の文法性の分類 | 例               | 主語   | 文法性 | 述語      | 述語の意味       |
| ------------------ | ---------------- | ------ | ------ | --------- | ---------------- |
| 物体(単数)         | Ciyuni cisobana  | Ciyuni | Ci     | Cisobana  | 鳥が遊んでいる。 |
| 水、概念           | Meenda alikabotu | Meenda | Ali    | Alikabotu | 水がいい。       |

#### 時制と否定、命令による活用
| 時制                   | 時制表現           | 例                         | 意味                                          |
| ---------------------- | ------------------ | -------------------------- | --------------------------------------------- |
| 現在形                 | −a                 | ndakala                    | 私は座る。                                    |
| 現在形否定文           | ta-i               | Tandiyandi.                | 私は必要としない。                            |
| 完了形                 | -kale              | Ndaendakale ku Lusaka      | 私はルサカに行ったことがある。                |
| 現在進行形/現在の習慣  | -ila-a             | Ndilaunka ku cikolo        | 私は学校に行く。                              |
| 近い過去形             | -la                | Ndilaunka ku ndolopo.      | 私は街に行ってきた。                          |
| 遠い過去形             | -aka               | ndakaunka ku cikolo icilo. | 私は昨日学校に行った                          |
| 未来形/希望            | -yaku-             | Ndiyaku unka ku lusaka.    | 私はルサカに行くつもりだ/私はルサカに行きたい |
| 未来形否定文           | ta-yaku            | tandiyakunka ku cikolo.    | 私は学校に行きたくない。                      |
| 連続的過去の習慣       | -akali-            | Ndakalikala.               | 私は（何回も）座ってきた。                    |
| 禁止の用法             | -ta-i              | Mutasobani!                | あなたは遊ぶな                                |
| 依頼（最大限の尊敬語） | ka-主部性-目的語性 | Kamunbipa meenda.          | あなたは私に水をくださいませんでしょうか？    |
| 依頼（尊敬語）         | ko                 | kondipa meenda.            | 私にみずをくれませんか                        |
| 命令                   | ko                 |                            |                                               |
| 命令                   |                    | kala anse                  | 座れ！                                        |

## 方言
トンガ語圏の方言は３つに分けられるとされる。ザンビア南部州北部からルサカ州にかけて喋られる平原トンガ語、南部州西部からジンバブウェまでの地域で話される河谷トンガ語、ボツワナとザンビアの国境付近で話される南トンガ語が存在し、それぞれ発音が異なっていたり、独自の表現を持っている。

## 表現
| 日本語                                      | トンガ語          |
| ------------------------------------------- | ----------------- |
| 元気ですか？（英語のHow are you? にあたる） | Muli buti?        |
| 元気ですか？                                | Ｍwapona buti?    |
| 家はいかがですか？(挨拶表現）               | Ili buti n'ganda? |
| 目覚めはいかがですか？（挨拶表現）          | Ｍwabuka buti?    |
| お昼はどうですか？（挨拶表現）              | Ｍalibizhya buti? |
| 今晩はいかがですか？（挨拶表現）            | Kwasiya buti?     |
| お仕事はいかがですか？（挨拶表現）          | Ｍwabeleka buti?  |
| 元気です。いいです。                        | Kabotu.           |
| ありがとう。                                | Twalumba.         |
| どうもありがとう。                          | Twalumba kapati.  |
| どういたしまして。                          | Twalumba andiswe. |
| ごめんなさい。                              | Mundijatile.      |
| これは幾らですか？                          | Mali nzi eeci?    |

## リンク
- Ethnologue report for Tonga
- Universal Declaration of Human Rights in Chitonga
- Glossary of Chitonga in English and German.
- Another Glossary.